# Морозов, Аркадий Иванович
Аркадий Иванович Моро́зов (27 января 1950, Ленинград — 20 декабря 2021) — художник-график, живописец, член Союза художников России (1987), член Международной Федерации художников ЮНЕСКО, заслуженный деятель искусств Республики Карелия, стипендиат Союза художников России. Проживал и работал в Петрозаводске, Республика Карелия.

## Биография
Учился в Московском областном художественном училище Памяти 1905 года (1966—1968), окончил Петрозаводское педагогическое училище № 2 (1968—1972), Ленинградский институт живописи, скульптуры и архитектуры им. Репина (1976—1982).
В 1975—2009 годах работал в области графического дизайна: оформление книг, журналов в издательствах «Карелия», «Kipina», «Punalippu», создание афиш и рекламных плакатов фестивалей, конкурсов, дизайн интерьеров для различных предприятий и организаций города. В 1997 году — автор сценографии и костюмов к спектаклю «Женитьба» (режиссёр А. Тупиков) в Государственном молодёжном театре Республики Карелия «Творческая мастерская». Включён в CD-ROM «43 художника Баренцрегиона»; «International Contemporary Artists Vol. X и XI». В 2009 году — автор сценографии и костюмов к спектаклю «Гарнир для ноги с носом» (режиссёр В. Чебурканов) в Государственном молодёжном театре РК «Творческая мастерская». В 2013 году стал организатором «Графического центра» Петрозаводск.
Участник городских, региональных, всероссийских и международных выставок в области дизайна и изобразительного искусства. Участник и организатор конкурсов, семинаров, конференций, фестивалей. Лауреат премии Главы Республики Карелия «Сампо».
Куратор студенческих выставок и конкурсов в России и за рубежом (А. Юфа, И. Смирнов, О. Добрякова, И. Фомин, В. Громова, Н. Егорова, И. Инюткин и др). Шестеро студентов приняты в Молодёжную секцию КРОО ВТО «Союз художников России». В. Громова получила 1 Премию Кандинского в номинации «Лучший молодой художник России». И. Фомин получил 1 Премию конкурса молодых художников «Свобода выбора» Фонда общества поощрения художеств (Москва). Диплом I-й степени I-й Биеннале молодого искусства «арт — поиск 2010». Егорова Н. Диплом II-й степени I-й Биеннале молодого искусства «Арт — поиск».
Работы находятся в собраниях многих музеев и галерей, таких как Музей изобразительных искусств Республики Карелия, Музей-заповедник «Кижи», Валаамский Музей-заповедник, Центр Изопропаганды (Москва), Калининградский областной музей изобразительных искусств, Мурманский областной художественный музей, ГБУК РТ ГИАХМЗ «Остров-град Свияжск», Музей современного искусства «АртМуза» (Санкт-Петербург), Вятский художественный музей им. В.М. и А.М. Васнецовых (Киров), МБУ «Пушкинский краеведческий музей», Государственный литературно-мемориальный музей-заповедник А.П. Чехова «Мелихово», МБУК «Дивногорский художественный музей», Респ. Музей изобразительных искусств Марий-Эл, Дальневосточный художественный музей (Хабаровск), Приморская государственная картинная галерея (Владивосток), Музей (ЦСИ) «Артэтаж» (Владивосток), Екатеринбургский музей изобразительных искусств, Центр графики (Люблин, Польша), Муниципалитет г. Йоэнсуу, Коллекция картинной галереи издательства «Kalev» (Оулу, Финляндия), Коллекция «Коммуник-арт» (Брюссель, Бельгия), Хантос Янош Музеум (Дьёр, Венгрия), Галерея «Артелли» (Йоэнсуу, Финляндия), Ресурсный центр тиражной графики Центральной Академии художеств (Малайзия), Национальный центр искусства и культуры имени Жоржа Помпиду (Париж, Франция), Нью-Йоркский фонд современного искусства, Музей современного искусства «Эрарта» (Санкт-Петербург), Национальный центр искусства и культуры имени Жоржа Помпиду (Париж, Франция), Государственный музей ИЗО Республики Татарстан (Казань).

## Выставки
Основные выставки в России: 
Участник городских, республиканских, международных выставок с 1972 
1983 «225 лет Академии художеств» (Москва, Ленинград);
1984 Всесоюзная молодёжная выставка (Москва);
1984, 1986 «Советская Россия» (Москва);
1985, 1986 Выставка стипендиатов Союза художников СССР (Сенеж, Москва);
1985, 1989, 2000 «Советский Север» (Новгород, Мурманск, Киров);
1986 I Всероссийская выставка станковой графики (Москва);

1987 I Всесоюзная выставка станковой графики (Москва);
1990 I Всесоюзная Биеннале станковой графики (Калининград);
1994 международная выставка «10 +» (Петрозаводск);
«Четвёртый Блок» Харьков (Украина), «Из России: смерть соцреализма»
1995 «Коллекция» (актуальное искусство Карелии 1980—1990-х гг.) Петрозаводск;
1998 персональная выставка «Время ноль» (Петрозаводск);
1999 международная выставка «Арт-транзит» (Петрозаводск);
2000 Персональная выставка «Инверсия» (Петрозаводск, Медиа-центр «Vыход»);
2000 " Мировые войны — мировые ценности " (Петрозаводск, МИИ РК, Городской выставочный зал);
2000 I Международная триеннале искусств «Отпечатки» (Петрозаводск, Медиа-центр «Vыход»);
2001 Персональная выставка в рамках I Биеннале галерей (Новосибирская областная картинная галерея);
2002 международная выставка «Коллаж» (Петрозаводск, ГВЗ); I Санкт-Петербургская Биеннале графики; «Русский стол» (Петрозаводск, Медиа-центр «Vыход»); II Международная триеннале искусств «Отпечатки» (Петрозаводск, ГВЗ); «Калакунда -рыбное племя» (Петрозаводск, Медиа-центр «Vыход», автор эмблемы фестиваля);
2005 «Четыре четверти». Выставка совместно с А. Стародубцевым, С. Терентьевым, А. Трифоновым (Петрозаводск); «Виват, художник!» выставка к 60-летию Союза художников РК (Петрозаводск, МИИ РК); «Заонежье-третий Рим» (Петрозаводск, РЦИ); Персональная выставка в Железнодорожном колледже (Петрозаводск);
2006 «Север многоликий» произведения художников Сыктывкара, Мурманска, Архангельска, Петрозаводска (Петрозаводск, МИИ РК) «Северо-Запад России» Академическая передвижная выставка к 250-летию Российской Академии Художеств (Петрозаводск, Санкт-Петербург, ХПА им. Мухиной); «Загород» (Петрозаводск, ГВЗ);
2007 «Дежавю. Визуальная цитата в современном искусстве» (Петрозаводск, МИИ РК); «Какая чудная игра» (Петрозаводск, МИИ РК); «Онежская палитра». 45я Республиканская выставка (Петрозаводск, МИИ РК) «Левое фойе» 4 выставки в Национальном театре РК, совместно с Д. Учуваткиным, А. Стародубцевым, И. Растатуриным
2008 «Онежская палитра». 46-я Республиканская выставка (Петрозаводск, МИИ РК) «Левое фойе» 6 выставок в Национальном театре РК, совместно с Д. Учуваткиным, А. Стародубцевым, И. Растатуриным «Семейный альбом» (Петрозаводск, МИИ РК); «Российский север» десятая межрегиональная художественная выставка. Великий Новгород
2009 «Выставка 11-ти» работы студентов и преподавателей Международного Славянского института (ПФ); «Российский Север». Региональная выставка (Новгород);
 2010  «Выставка трёх» Морозов А, Климушкин Н, Лыткин А. (Петрозаводск, Городской выставочный зал); Выставка в управлении ФСБ России. Петрозаводск; «В суждении нет необходимости» Персональная выставка (Петрозаводск, МИИ РК);
2011 «Онежская палитра» Петрозаводск;
2012  «Случайный выбор» Петрозаводск, Городской выставочный зал; «Онежская палитра» 47-я Республиканская выставка. Петрозаводск 2013 «Онежская палитра» 48-я Республиканская выставка. Петрозаводск.
2013 «Святые Севера» Выставка питерских и карельских художников. Городской выставочный зал; «Российский Север» Одиннадцатая межрегиональная художественная выставка. Сыктывкар; «Земное и небесное» Музей «Эрарта». Санкт-Петербург;
2015 Персональная выставка работ прошлых лет в галерее «Кимберлитовая трубка». Петрозаводск; III КАЗАНСКАЯ МЕЖДУНАРОДНАЯ БИЕННАЛЕ ПЕЧАТНОЙ ГРАФИКИ «ВСАДНИК». г. Казань.; Персональная выставка «ИскуСшение». Медиа-центр «Выход». Петрозаводск.
2016 «Современное искусство для всех» Музей ИЗО; «Чарующая Карелия» Музей ИЗО, Петрозаводск;
2017 Групповая выставка «Рис.1» Медиа-центр VЫХОД, Петрозаводск; IV Rазанская международная биеннале печатной графики «ВСАДНИК»; Персональная выставка новых работ «Пять королей и одна Премудрая» в галерее «Кимберлитовая трубка», Петрозаводск; 50ая Республиканская выставка КРО «Союза художников России» «Художники Карелии» (до 2017 года «Онежская палитра»), Петрозаводск.
2018 «Российский Север» Двенадцатая межрегиональная художественная выставка. Мурманск; «Высокая печать» Аркадий Морозов и Игорь Котуков.
2019 «Профессии — путь в будущее» Музей изобразительных искусств РК. Петрозаводск; V КАЗАНСКАЯ МЕЖДУНАРОДНАЯ БИЕННАЛЕ ПЕЧАТНОЙ ГРАФИКИ «ВСАДНИК»; 51ая Республиканская выставка КРО «Союза художников России» «Художники Карелии» (до 2017 года «Онежская палитра»), Петрозаводск; Мир солнечного детства. Музей изобразительных искусств РК. Петрозаводск.
2020 52ая Республиканская выставка КРО «Союза художников России» «Художники Карелии» (до 2017 года «Онежская палитра»), Петрозаводск. К 80летию Союза художников. Москва; Биеннале печатной графики «Кубачинская башня», Кубач, Респ. Дагестан;
2020-2021 Персональная выставка в музее ИЗО г. Петрозаводск «Случилось вокруг пустоты».
2021 6ая Казанская международная биеналле печатной графики «ВСАДНИК»; III Международной Триеннале современной графики в Новосибирск.
2022 «Из ничего…», ГВЗ, Петрозаводск; «Сквозь границы пустоты», персональная выставка, галерея «АртМуза», Санкт-Петербург; «Арт-Сила», Пушкино, Московская область; «Водлозерский транзит», ПетрГУ, Петрозаводск; «Кубачинская башня», 3-я биеннале печатной графики, Кубачи, Дагестан.
2023  Выставка "Художники Карелии" Музей ИЗО, Петрозаводск; Персональная выставка "Личное дело" в ГВЗ, Петрозаводск; "Ход конём" выставка в Музее ИЗО, Петрозаводск.
Основные выставки за рубежом:
1972 Котка (Финляндия)
1983, 1985, 1995 Нойбранденбург (Германия)
1989 Международная Биеннале станковой графики «Купрум IV» Люблин (Польша)
1990 Гронинген (Голландия); Лос-Анджелес (США); международный фестиваль «Миры встречаются» Йоэнсуу (Финляндия)
1991 Хельсинки (Финляндия), Брюссель (Бельгия)
1993 Международный фестиваль искусств в Оулу (Финляндия); II Международная Биеннале графических искусств Дьёр (Венгрия)
Ювяскюля (Финляндия); Лондон (Англия); I-я бьеннале изобразительного искусства. Сарно (Италия);
1994 III Международная Триеннале малоформатной графики Шемалье (Франция)
1996 Копенгаген (Дания)
1996, 1998 Алкой (Испания)
1998 III Международная выставка современной гравюры Куала Лумпур (Малайзия); Выставка «Suitcases» Котка (Финляндия);
1999 международная выставка «Арт-транзит» Тюбинген, Штутгарт, Адельберг (Германия);
2000 Групповая выставка в г. Варкаус (Финляндия);
2003 международный проект «Поезд культуры» (Карелия-Финляндия);
2007 Групповая выставка в Тампере совм. с В. Иваненко и А. Трифоновым;
2008 Групповая выставка карельских художников в Литве;
2017, 2018, 2019, 2020, 2021 Групповая выставка в Тайбее, Тайвань. Art Revolution Taipei.